# Leucophanella
Leucophanella là một chi rêu trong họ Calymperaceae.